# Anna Chapman
Anna Chapman, född 23 februari 1982 i Volgograd, är en rysk spion. Hon arbetade för den ryska statens räkning som agent i Storbritannien och senare i ett ryskt spionnätverk i USA. Nätverket avslöjades av FBI sommaren 2010, varpå Anna Chapman och hennes kamrater skickades tillbaka till Ryssland i en fångutväxling.
Anna Chapman har därefter, inte minst på grund av sin ungdom och skönhet, blivit en kultfigur hemma i Ryssland och bland annat fått arbeta som fotomodell. Hon har också beskrivits som en verklig Bondbrud.